# سوماتینو
سوماتینو (به ایتالیایی: Sommatino) یک کومونه در ایتالیا است که در استان کالتانیستا واقع شده‌است.

## خصوصیات
سوماتینو ۳۴٫۷ کیلومترمربع مساحت و ۷٬۲۶۳ نفر جمعیت دارد و ۳۵۹ متر بالاتر از سطح دریا واقع شده‌است.